# Bálint Kuzsinszky

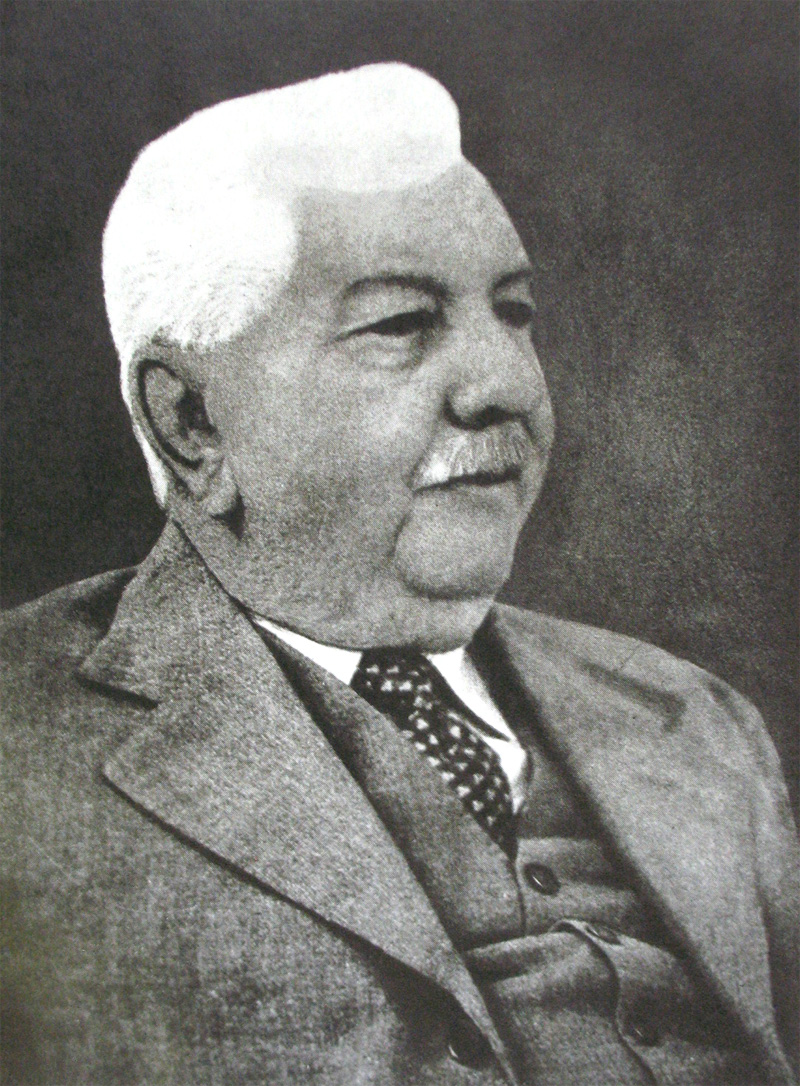
Bálint Kuzsinszky

Bálint Kuzsinszky (auch Valentin Kuzsinszky; * 6. November 1864 in Szabadka, Königreich Ungarn; † 23. August 1938 in Budapest, Königreich Ungarn) war ein ungarischer Archäologe.

## Leben und Wirken
Bálint Kuzsinszky studierte klassische Philologie an der Philosophischen Fakultät der Universität Budapest und dazu Archäologie, Numismatik und Epigraphik. Er nahm an mehreren Studienreisen in Ungarn und in Dalmatien, Österreich, Italien und Deutschland teil. Ab 1887 war er an den Ausgrabungen um Aquincum beteiligt, 1888 wurde er mit einer Arbeit darüber promoviert. 1890 erhielt er einen Abschluss zu seinen philologischen Studien. Seine Lehrer waren unter anderem Jenő Ábel, József Hampel und Károly Torma. Auf Empfehlung von Hampel und Torma wurde er 1887 Lehrling in der Münz- und Antikenabteilung des Ungarischen Nationalmuseums, 1889 wurde er dort eingestellt.
1894 initiierte er die Eröffnung des Aquincum-Museums, dessen Direktor er bis 1937 war. 1899 wurde er zusätzlich mit der Verwaltung des Städtischen Museums Budapest beauftragt, für das er bis 1934 tätig war; von 1899 bis 1912 und von 1921 bis 1934 war er Direktor. Dabei legte er den Grundstein für die Entwicklung des Historischen Museums Budapest.
Ab 1892 lehrte er an der Universität Budapest, zunächst als Privatlehrer für Frühe Kulturgeschichte und ab 1901 für Frühe Weltgeschichte. 1911 wurde er außerordentlicher Professor. Nach dem Tod von József Hampel übernahm er 1914 dessen Professur für Münz- und Altertumskunde. 1923 bis 1924 war er Dekan der Geisteswissenschaftlichen Fakultät. 1930 wurde er emeritiert.
In seiner Lehr- und Forschungstätigkeit verband er die klassische Geschichte des Römischen Reiches mit der provinzialrömischen Archäologie insbesondere der Provinzen Pannonia und Dakien. Er beschäftigte sich vor allem mit dem Pannonischen Limes, mit Römischen Militärlagern, römischer Töpferei und römischen Inschriften.

## Mitgliedschaften
- 1898: Korrespondierendes Mitglied der Kaiserlich-Deutschen Archäologischen Instituts
- 1899: Korrespondierendes Mitglied der Österreichischen Archäologischen Instituts
- 1907: Korrespondierendes Mitglied der Ungarischen Akademie der Wissenschaften
- 1919: Präsident der Ungarischen Archäologischen Gesellschaft
- 1925: Ordentliches Mitglied der Kaiserlich-Deutschen Archäologischen Instituts
- 1926: Ordentliches Mitglied der Ungarischen Akademie der Wissenschaften[1]
- 1930: Mitglied der Budapester Philologischen Gesellschaft,[2] ab 1935 Ehrenmitglied
- 1933: Mitglied des Belgrader Archäologischen Instituts

## Ehrungen

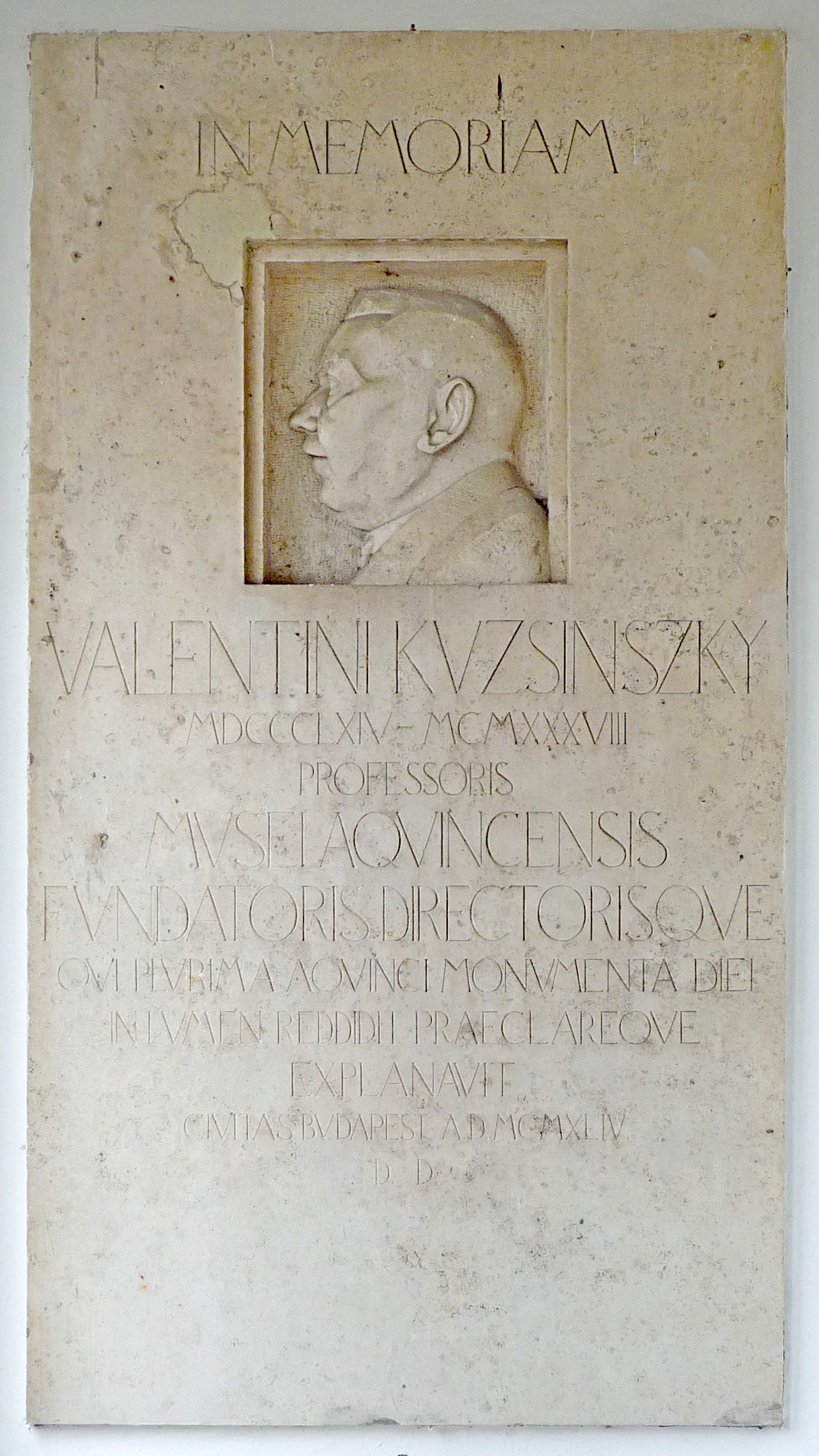
Ehrenplakette für Bálint Kuzsinszky im Aquincum Museum

In Erinnerung an Bálint Kuzsinszky vergibt die Ungarische Archäologische und Kunsthistorische Gesellschaft seit 1941 jährlich die „Bálint-Kuzsinszky-Medaille“.
Die archäologische Bibliothek im Aquincum-Museum wurde nach ihm „Kuzsinszky Bálint Régészeti Szakkönyvtár“ benannt. Sie umfasst etwa 18.000 Bände, darunter Werke aus der Sammlung von Bálint Kuzsinszky, die seine Witwe 1939 dem Museum übergab.

## Schriften
- A legújabb aquincumi ásatások. Dissertation. Budapest 1888. In: Budapest Régiségei. Band 1. Budapest 1889, S. 39–170 (online).
- Aquincum és romjai. Franklin, Budapest 1890, OCLC 909016232.
- Az aquincumi Amphitheatrum. In: Budapest Régiségei. Band 3. Franklin, Budapest 1891, S. 81–122, Anhänge S. 123–139 (online).
- Die Ausgrabungen zu Aquincum 1879–1891. Kilian, Budapest 1892, OCLC 561135969.
- Pannónia római jogú városai. In: Egyetemes Philologiai Közlöny. 1892, S. 361–376 (online).
- Pannónia és Dacia. In: A magyar nemzet története. Band I: Magyarország a királyság megalapításáig. Budapest 1895, OCLC 895216155. Reprint: Kassák, Budapest 1994, ISBN 978-963-7765-58-2.
- Ujabb kőemlékek az aquincumi múzeumban. In: Budapest Régiségei. Band 7. Budapest 1901, S. 3–66 (online).
- Aquincumi ásatások és a múzeum ismertetése. Budapest 1908, OCLC 1015055038.
- A Balaton környékének archaeologiája. Lelőhelyek és leletek. Kilian, Budapest 1920, OCLC 935111482 (online). Reprint: Históriaantik Könyvesház, Budapest 2010, ISBN 978-963997812-6.
- A legrégibb terra-sigillata edények Pannoniában. In: Archaeológiai Értesítő. Band 40, 1923, S. 88–113.
- A gázgyári római fazekastelep Aquincumban. In: Budapest Régiségei. Band 11, 1932, S. 3–423 (online).
- Aquincum helyrajza. In: Tanulmányok Budapest Múltjából. 2, 1933, S. 32–39 (online).
- Aquincum. Ausgrabungen und Funde. Führer mit einer topographischen und geschichtlichen Einleitung. Budapest 1934, OCLC 786236541.
- Az Aquincumi Múzeum római kőemlékeinek ötödik sorozata. In: Budapest Régiségei. Band 12, 1937, S. 61–152 (online, deutsche Zusammenfassung S. 302–307, online).